# Пелле ван Амерсфорт
Пелле ван Амерсфорт (англ. Pelle van Amersfoort, нар. 1 квітня 1996, Геемскерк, Нідерланди) — нідерландський футболіст, центральний форвард польського клубу «Краковія».

## Клубна кар'єра
Першим клубом Пелле ван Амерсфорта був нідерландський клуб «Геренвен». У вересні 2014 року нападник дебютував у першій команді у турнірі Ередивізі. Влітку 2015 року ван Амерсфорт на правах оренди відправився у клуб Еерстедивізі «Алмере Сіті», де провів вдалий сезон, ставши одним з кращих бомбардирів команди. Після закінчення терміну оренди він повернувся до «Геренвена», де забронював собі місце гравця основи.
Влітку 2019 року футболіст покинув нідерландський клуб, підписавши угоду з польською «Краковією». З якою вже наступного сезону ван Амерсфорт виграв національні Кубок та Суперкубок, ставши одним з авторів забитих голів у фінальному матчі на Кубок Польщі.

## Збірна
У 2015 році у складі юнацької збірної Нідерландів (U-19) Пелле ван Амерсфорт брав участь у юнацькій першості Європи, що проходив у Греції. Де відзначився двома забитими голами.

## Досягнення
«Краковія»
- Володар Кубка Польщі: 2019/20
- Володар Суперкубка Польщі: 2020

Особисті досягнення
- Команда місяця Ередивізі: лютий 2024[7]